# 博日基 (亞戈京區)
50°16′43″N 31°54′25″E / 50.27861°N 31.90694°E
博日基（烏克蘭語：Божки）是位於烏克蘭北部的村莊，由基辅州鲍里斯皮尔区的亞霍滕市鎮負責管轄。該村始建於1816年，面積7.4平方公里，海拔高度131米，2001年人口62，人口密度每平方公里8.4人。